# 56329 Tarxien
56329 Tarxien è un asteroide della fascia principale. Scoperto nel 1999, presenta un'orbita caratterizzata da un semiasse maggiore pari a 2,3316494 UA e da un'eccentricità di 0,0443121, inclinata di 5,82463° rispetto all'eclittica.